# بنك دبي التجاري
بنك دبي التجاري واختصاره بالإنجليزية (CBD) هو بنك للخدمات المصرفية والمالية في دولة الإمارات العربية المتحدة مقرها في ديرة، دبي. مع أكثر من 23 مليار دولار من الأصول، يتبع للبنك 14فرعاً في الإمارات العربية المتحدة.
أدرجت شركة الخليج للأعمال اتفاقية التنوع البيولوجي في المرتبة السابعة بين أكبر البنوك في دولة الإمارات العربية المتحدة، على أساس إجمالي الأصول. كما أنها تشير إلى مؤشر سوق دبي المالي.

## تاريخ البنك
تأسست اتفاقية التنوع البيولوجي في عام 1969، بموجب مرسوم أميري أصدره الراحل راشد بن سعيد آل مكتوم. ما بدأ كمشروع مشترك بين كوميرتس بنك، تشيس مانهاتن بنك وبنك الكويت التجاري، تطورت إلى شركة مساهمة وطنية عامة بحلول عام 1982. 80% من أسهمها مملوكة لمواطنين إماراتيين، في حين أن الـ 20% الأخرى مملوكة لمؤسسة دبي للاستثمار (وهي قسم استثماري في حكومة دبي).
يوفر البنك خدمات الجملة والشركات والتجزئة  والأعمال التجارية والشركات الصغيرة والمتوسطة والخاصة والخدمات المصرفية الغنية.

## البيانات المالية
أعلن بنك دبي التجاري عن مجموعة قوية من النتائج لعام 2019 حيث ارتفع صافي الأرباح بنسبة 20.5% ليصل إلى 1400 مليون دينار، وبلغ إجمالي الأصول 88.1 مليار جنيه. بلغت الإيرادات التشغيلية لعام 2019 3,033 مليون جنيه، بزيادة قدرها 11.3% تعزى إلى زيادة صافي إيرادات الفوائد بنسبة 2.8% وزيادة بنسبة 31.2% في الدخل التشغيلي الآخر (OOI). وزادت إيرادات الرسوم والعمولات بنسبة 21.3%، وسجلت إيرادات النقد الأجنبي زيادة بنسبة 37.7%، وإيرادات الاستثمار بنسبة 179.4%، وارتفعت الإيرادات الأخرى بنسبة 53.3% مقارنة بعام 2018. البنك لديه تصنيف ائتماني من Baa1 و A- من قبل مودي & فيتش على التوالي.